# Chad Everett
Chad Everett (South Bend (Indiana), 11 juni 1936 – Los Angeles, 24 juli 2012) was een Amerikaans acteur. Hij was bekend om zijn rol als Dr. Joe Gannon in de televisieserie Medical Center.
Chad Everett was getrouwd met actrice Shelby Grant sinds 1966 tot haar dood in 2011. Samen hadden ze twee kinderen. Hij stierf op 75-jarige leeftijd aan de gevolgen van longkanker.

## Filmografie
- Claudelle Inglish (1961)
- The Chapman Report (1962)
- Rome Adventure (1962)
- Red Nightmare (1962, niet op aftiteling)
- Get Yourself a College Girl (1964)
- Johnny Tiger (1966)
- The Singing Nun (1966)
- Made in Paris (1966)
- The Last Challenge (1967)
- Return of the Gunfighter (1967)
- First to Fight (1967)
- The Impossible Years (1968)
- Journey to Midnight (1968)
- The Firechasers (1971)
- In the Glitter Palace (1977)
- Give Me My Money (1977)
- Mistress of Paradise (1981)
- The Intruder Within (1981)
- Airplane II: The Sequel (1982)
- The Rousters (1983)
- Malibu (1983)
- Fever Pitch (1985)
- Ultraman: The Adventure Begins (1987)
- The Jigsaw Murders (1989)
- Heroes Stand Alone (1989)
- Thunderboat Row (1989)
- Official Denial (1994)
- In the Fold (1996)
- When Time Expires (1997)
- Psycho (1998)
- Free Fall (1999)
- Mulholland Dr. (2001)
- Frank McKlusky, C.I. (2002, niet op aftiteling)
- Hard to Forget (2003)
- Tiptoes (2003)
- View from the Top (2003, niet op aftiteling)
- Wake Up, Ron Burgundy: The Lost Movie (video) (2004)
- I Unspoken (2006)
- The Pink Conspiracy (2007)
- III Break (2008)

## Televisieseries
- Hawaiian Eye (1960-1962), 5 afleveringen
- Surfside 6 (1960-1962), 3 afleveringen
- Bronco (1960 en 1962)
- 77 Sunset Strip (1961-1962), 3 afleveringen
- Lawman (1961), 2 afleveringen
- Maverick (1961), 2 afleveringen
- Cheyenne (1962)
- Route 66 (1963)
- Redigo (1963)
- The Dakotas (1963), 20 afleveringen
- The Lieutenant (1964)
- Combat! (1965)
- Branded (1965)
- The Man from U.N.C.L.E. (1967)
- The F.B.I. (1968)
- Medical Center (1969-1976), 170 afleveringen
- Ironside (1969)
- Journey to the Unknown (1969)
- The Red Skelton Hour (1971)
- The Sonny and Cher Comedy Hour (1972)
- Centennial (1978-1979), 12 afleveringen
- Police Story (1978)
- The French Atlantic Affair (1979)
- Hagen (1980), 9 afleveringen
- The Rousters (1983-1984), 13 afleveringen
- Murder, She Wrote (1986-1993), 4 afleveringen
- The Love Boat (1986), 2 afleveringen
- Hotel (1987)
- The Highwayman (1988)
- Shades of LA (1991)
- McKenna (1994-1995), 5 afleveringen
- Cybill (1995), 2 afleveringen
- Just Shoot Me! (1997)
- Pacific Palisades (1997)
- Caroline in the City (1997)
- Diagnosis Murder (1997)
- Touched by an Angel (1997)
- The Nanny (1998)
- Melrose Place (1998), 4 afleveringen
- Oh Baby (1999), 2 afleveringen
- Love Boat: The Next Wave (1999)
- Manhattan, AZ (2000), 13 afleveringen
- Jack & Bobby (2004)
- The Mountain (2004)
- Master's Theater (2004)
- Cold Case (2006)
- Saturday Night Live (2006)
- E-Ring (2006)
- Without a Trace (2007)
- Supernatural (2009)
- Undercovers (2010-2011), 3 afleveringen
- No Clean Break (2010)
- Chemistry (2011), 14 afleveringen
- Castle (2012)